# Grupo MHP
Grupo MHP (en ucraniano «MHP» ) es una empresa ucraniana de alimentación y tecnología agrícola que emplea a más de 32.000 personas en Ucrania y en el extranjero. MHP está clasificada entre los 10 principales empleadores en Ucrania, según Forbes Ucrania en 2024.
MHP, con sede en Kyiv (Ucrania), opera en los sectores de agricultura, producción de alimentos y comercio minorista, contando con instalaciones de fabricación en Ucrania y los Balcanes, además de filiales en los Países Bajos, el Reino Unido, Emiratos Árabes Unidos, Arabia Saudita y otros países de la UE. En 2008, MHP se convirtió en la primera empresa agrícola ucraniana en obtener capital extranjero mediante una IPO en la Bolsa de Valores de Londres.
La empresa fue fundada por Yuriy Kosyuk, quien es actualmente el consejero delegado del grupo.

## Operaciones
Entre los miembros de la junta directiva se encuentran Yuriy Kosyuk, Viktoriia Kapeliushna, Andriy Bulakh, John Rich y los directores no ejecutivos independientes Christakis Taoushanis, Philip J. Wilkinson y Oscar Chemerinski.[cita requerida]
MHP es el mayor productor avícola de Europa y el octavo a nivel mundial, según el ranking de WATT Poultry International.
La empresa exporta más del 50% de sus productos a 70 países, con mercados clave en Oriente Medio, la Unión Europea y África, operando a través de más de 25 centros logísticos. Asimismo, MHP se posiciona como uno de los mayores exportadores de aceites vegetales de Ucrania.
MHP cuenta con más de 15 marcas de productos alimenticios, entre las que se incluyen Nasha Ryaba, Apetytna, Super Fileo, Lehko, Bashchynskyi, Skott Smeat, RyabChick, Pollo Doméstico, Pollo Ucraniano, Kurator y marcas internacionales como Qualiko, Sultanah, Assilah, Al-Hassana, entre otras.

## Historia
1998 — Yuriy Kosyuk fundó Myronivsky Hliboproduct (MHP). La empresa adquirió una participación mayoritaria en Myronivsky Cereal and Feed Mill OJSC. Desde 2021 pasó a llamarse MHP JSC.
1999 — MHP se convierte en propietario de la granja avícola Peremoha, lo que marca el inicio de la producción de carne de ave a escala industrial.[cita requerida]
2001 — La granja avícola Druzhba Narodiv Nova se unió a MHP. La granja avícola Starinska, especializada en la cría de aves de corral, también pasó a formar parte del grupo.
2002 — Se lanza la marca de carne de pollo refrigerada Nasha Ryaba.
2003 — En diciembre, MHP se convirtió en la primera empresa ucraniana en recibir un préstamo de la Corporación Financiera Internacional (CFI). Los fondos se utilizaron para ampliar y modernizar las instalaciones de producción del grupo.[cita requerida]
2004 — MHP puso en funcionamiento una planta de procesamiento de semillas de girasol.
2005 — MHP adquirió Zernoproduct, una empresa especializada en el cultivo de cereales y la producción lechera. El Katerynopil Elevator, que incluía una fábrica de piensos e instalaciones de almacenamiento de granos y semillas oleaginosas, también pasó a formar parte del grupo MHP. En la actualidad, la instalación alberga asimismo plantas de prensado y extracción de aceite.
2006 — MHP completó la construcción de su primera planta procesadora de carne de Ucrania para productos precocinados  y listos para comer, el centro Myronivka Lehko!, uno de los más grandes del país. Ese mismo año se unieron al grupo MHP las empresas agrícolas Urozhai y Agrofort.[cita requerida]
2007 — Se inauguró la primera línea de producción en la granja avícola Myronivska. Para garantizar el suministro completo de recursos y alimentos a esta instalación, se habilitaron dos nuevas líneas de producción en el Katerynopil Elevator, mientras que la Granja Avícola Starinska incrementó su capacidad de incubación de huevos. Gracias a esta nueva línea, el volumen de producción de MHP creció un 70%. Además, MHP adquirió las empresas agrícolas Perspektyv y Buffalo, ubicadas en el oeste de Ucrania.
2008 — MHP llevó a cabo su Oferta Pública Inicial (IPO) en la Bolsa de Valores de Londres (London Stock Exchange), marcando un hito como la primera empresa agrícola ucraniana en cotizar en el Mercado Principal. Además, amplió su línea de productos con el lanzamiento de carnes y embutidos bajo la marca Bashchynskyi.
2009 — En junio, el grupo concluyó la construcción de una segunda línea de producción en la granja avícola de Myronivka, aumentando su capacidad total a aproximadamente 200.000 toneladas de pollo anuales. En septiembre se aumentó la capacidad de procesamiento de girasol en el Katerynopil Elevator. Esto permitió a MHP satisfacer la demanda de girasol necesaria para la producción de alimentos.[cita requerida]
2010 — En la granja avícola Vinnytsia de Ladyzhyn se inicia la construcción del centro que más tarde se convertiría en la mayor instalación de producción avícola de Europa.  Además, MHP amplió su conjunto de tierras agrícolas con la adquisición de las empresas agrícolas Urozhaina Kraina y Ridnyi Krai, fortaleciendo su integración vertical.
2011 — MHP inició el proyecto Biogás, cuyo objetivo era construir una planta de biogás que utilizara estiércol de pollo en las instalaciones de la granja avícola Oril-Leader. El proyecto se alinea con el objetivo de la empresa de lograr eficiencia e independencia energética.
2012 — Se completó y puso en funcionamiento la primera fase de la granja avícola de Vinnytsia.
2013 — A finales de año, nueve zonas de cultivo de la granja avícola de Vinnytsia funcionaban a plena capacidad. Por primera vez, MHP distribuyó dividendos trimestrales a sus accionistas, siguiendo las mejores prácticas mundiales. La empresa también comenzó a exportar sus productos a la UE. Además, MHP amplió su banco de tierras en Ucrania con la adquisición de las empresas agrícolas Agro-S y Agrokriaz.[cita requerida]
2014 — MHP participó por primera vez en las exposiciones de alimentos más grandes del mundo: GULFOOD (Dubái, Emiratos Árabes Unidos) y SIAL (París, Francia). La geografía de exportación de la empresa se expandió a 50 países en la CEI, Asia, África y Medio Oriente. Los volúmenes de exportación de MHP continuaron creciendo. Para apoyar las exportaciones al mercado global, la empresa lanzó la marca Qualiko.[cita requerida]
2015 — MHP participó por primera vez en la exposición internacional AGUNA (Colonia, Alemania), firmando un total de 310 contratos durante el evento. La empresa continuó con su política de implementar prácticas de agricultura de precisión y mejorar la gestión de los bancos de tierras. MHP también adquirió la empresa agrícola Zakhid-Agro.[cita requerida]
2016 — MHP inauguró su primera oficina europea y una planta de producción en los Países Bajos, marcando su entrada oficial en el mercado europeo. Además, lanzó el programa de microsubvenciones “Village. Steps to Development”, destinado a impulsar la actividad social en las comunidades rurales. La empresa también comenzó a implementar el sistema integrado de gestión de la producción agrícola Global GAP.
2017 — Comenzó la construcción de la segunda fase de la granja avícola de Vinnytsia. MHP experimentó un cambio de marca y el 7 de noviembre de 2017, la empresa presentó su logotipo corporativo actualizado.
2018 — MHP inició negociaciones para adquirir Perutnina Ptuj Group ref>«Perutnina Ptuj Group | Skupina Perutnina Ptuj». perutninaptujgroup.com. Consultado el 29 de noviembre de 2024.</ref>, una empresa internacional y el mayor productor de aves de corral y productos avícolas del sudeste de Europa, una operación que se concretó a principios de 2019. Además, en 2018 comenzó la construcción de Biogas Ladyzhyn, el mayor complejo de biogás de Europa para el procesamiento de estiércol de pollo y la segunda instalación de biogás de MHP.
2019 — El grupo MHP inició la transición de una empresa centrada en la producción de materia prima a un negocio orientado hacia el ámbito culinario.
2020 — La empresa lanzó nuevos formatos minoristas: tiendas MeatMarket, restaurantes Döner Market y el estudio gastronómico Secrets of the Chef.
2021 — MHP se encuentra entre las 3 principales explotaciones agrícolas de Ucrania.
2023 — MHP invirtió en el desarrollo de Ucrania y se convirtió en el mayor contribuyente del sector agrícola del país.
2024 — La revista Forbes clasificó a MHP entre los 5 mayores inversores de Ucrania.
2024 — MHP fue incluida entre los 10 mejores empleadores de Ucrania por Forbes.
2024 — La empresa lanzó una nueva unidad de negocio, MHP Food Service, diseñada para ayudar a otras empresas a mejorar la nutrición de sus empleados y apoyar a servicios de entrega, operadores de comedores y proveedores de catering para eventos en la expansión de sus operaciones.
En 2024, MHP lanzó una nueva marca: Super Filleo. Este producto, que consiste en filetes de muslo de pollo deshuesados, está diseñado para satisfacer la demanda de los consumidores por conveniencia y alta calidad. Super Filleo forma parte de la gama de soluciones listas para cocinar de MHP, dirigidas tanto al uso doméstico como profesional.
2024 — MHP presentó sus innovadoras soluciones culinarias en SIAL Paris 2024, una de las exposiciones alimentarias más grandes del mundo. La empresa exhibió productos de valor agregado bajo las marcas Qualiko, Ukrainian Chicken, Sultanah, Assilah, Poli y Chick&Go, ofreciendo a los visitantes una experiencia inmersiva de sus instalaciones de producción mediante el uso de tecnología de realidad virtual.
2024 — En septiembre, MHP se convirtió oficialmente en el propietario legal del 70% de KK&Sons, que posee la empresa de logística ucraniana “KTL Ucrania”. Además, MHP invirtió en LLC Ukrainian Meat Hutir.
2024 — La Saudi Agricultural and Livestock Investment Company (SALIC), una empresa de inversión estatal de Arabia Saudita, se convirtió en accionista de MHP al adquirir una participación del 12,6 % en la empresa.

## Descripción general

### Ucrania
MHP produce, procesa y comercializa productos alimenticios, incluidos artículos culinarios (productos listos para cocinar y listos para comer), carne de pollo (refrigerada y congelada), productos cárnicos procesados, aceites vegetales (de girasol y soja) y alimentos para animales.
En Ucrania, MHP es un productor líder de alimentos, que abarca desde carne de pollo refrigerada hasta pizzas, comidas preparadas y snacks de carne.
El banco de tierras de MHP abarca 360.000 hectáreas en 12 regiones de Ucrania.

### Los Balcanes
MHP sigue fortaleciendo su presencia internacional y ampliando sus mercados de exportación, mientras mantiene operaciones estables en Ucrania. Perutnina Ptuj, una pieza clave del grupo MHP SE, es una empresa líder en el procesamiento de carne y aves de corral en los Balcanes, con instalaciones de producción en Eslovenia, Croacia, Serbia y Bosnia y Herzegovina. Además, la empresa opera centros de distribución en Austria, Macedonia y Rumania, entregando productos a 15 países europeos.
En su rol de empresa matriz, MHP transmite sus mejores prácticas en producción y operaciones comerciales a sus subsidiarias. Con el respaldo de MHP, Perutnina Ptuj ha mejorado sus capacidades de producción, optimizado su estructura organizativa y procesos de adquisiciones, implementado la metodología OKR y acelerado su transformación digital. Estos avances han elevado de manera significativa la eficiencia operativa y el rendimiento de la empresa. Marcas principales: Perutnina Ptuj y Poli.

## Responsabilidad social corporativa
Para sus empleados que prestan servicio militar, MHP garantiza la seguridad laboral y continúa pagando sus salarios. La empresa satisface las necesidades de sus unidades militares y apoya a las familias de los soldados brindándoles asistencia material, psicológica y legal, además de ayudar a resolver problemas cotidianos. Cuando es necesario, MHP también ofrece apoyo médico, atención psicológica y ayuda financiera.
MHP brinda a los veteranos que regresan del servicio chequeos médicos, tratamiento y rehabilitación, además de apoyo en áreas sociales, psicológicas y legales. La empresa facilita su reintegración y adaptación, creando nuevas oportunidades de empleo cuando es necesario..

### Energía eco MHP
La empresa fue fundada en 2011. Desde 2012, la empresa ha estado implementando y gestionando proyectos de energía sostenible, incluyendo el desarrollo y explotación de complejos de biogás.
MHP opera tres complejos de biogás: dos en Ucrania y uno en los Balcanes. Estas instalaciones permiten a la empresa utilizar eficientemente los desechos de producción, generar energía limpia y ecológica, reducir significativamente las emisiones de gases de efecto invernadero y producir fertilizantes orgánicos respetuosos con el medio ambiente.
A finales de 2019, la empresa Vinnytsia Poultry Farm LLC puso en funcionamiento la primera etapa del complejo Biogas Ladyzhyn con una capacidad energética de 12 MWh. Se trata de la primera planta de biogás de Europa de esta capacidad y nivel tecnológico, que funciona con estiércol de pollo y desechos de un complejo de procesamiento de pollos de engorde.
Organismos internacionales han respaldado la efectividad y relevancia del proyecto en cuanto al cumplimiento de estándares ambientales y de seguridad. MHP Eco Energy busca mejorar y optimizar las tecnologías para la producción de biometano, además de integrar la biometanización de hidrógeno verde dentro de un consorcio científico de la Asociación Europea de Biogás.

### Proyectos innovadores de energía
Como parte del programa Innovate Ukraine, apoyado por el gobierno del Reino Unido, MHP ha sido seleccionado entre 13 proyectos innovadores de energía verde destinados a promover la recuperación y la sostenibilidad energética de Ucrania.
En colaboración con el Reino Unido, MHP desarrollará un nuevo método para la producción de biogás utilizando microalgas, contribuyendo al desarrollo de tecnologías innovadoras para el sector energético de Ucrania.

### Contaminación del agua y riesgos de desaparición del agua
Reducir el consumo de agua es una de las principales prioridades ambientales de MHP. El uso de agua en todas sus operaciones es monitoreado de forma periódica, y los equipos de medición se someten a inspecciones y mantenimiento regular.
MHP se esfuerza continuamente en mejorar el uso de tecnología avanzada para el tratamiento de aguas residuales. En Ucrania, durante 2021, la calidad del agua tratada vertida cumplió plenamente con los estándares reglamentarios establecidos. Todas las operaciones de MHP aseguran un estricto cumplimiento de las normativas vigentes. 
MHP también ha instalado modernas plantas de tratamiento de aguas residuales, fabricadas por el reconocido productor neerlandés Nijhuis Water Technologies. Las instalaciones de la empresa en la región están bajo supervisión estatal, llevada a cabo por la Inspección Estatal de Medio Ambiente de Ucrania y el Servicio Estatal de Consumidores de la región de Cherkasy. Además, el control interno es gestionado por ecólogos de plantilla y un laboratorio que opera directamente en las plantas de tratamiento de aguas residuales de MHP.

### Desarrollo comunitario
MHP colabora con una amplia gama de partes interesadas para fomentar un desarrollo comunitario efectivo mediante contribuciones financieras y en especie. Sus actividades incluyen voluntariado, suministro de productos y servicios, así como la provisión de bienes materiales como medicamentos y alimentos.
La labor del Fondo se centra en cuatro áreas: 
- Premios de microsubvenciones para iniciativas comunitarias y microempresas, creando una plataforma sólida para la interacción entre la comunidad, las empresas y el gobierno.
- Apoyo a proyectos culturales y educativos, con el objetivo de fortalecer la identidad nacional del pueblo ucraniano.
- Apoyo a proyectos ambientales, buscando sensibilizar al público sobre la importancia de la protección y conservación del medio ambiente.
- Apoyo a la salud pública: El proyecto Médico para el Pueblo representa, en muchas ocasiones, la única oportunidad para que las personas en las zonas más remotas de Ucrania accedan a servicios médicos de calidad.

### Operaciones del grupo MHP ante la invasión rusa
Desde el comienzo de la invasión rusa de Ucrania el 24 de febrero de 2022, la empresa se enfrenta a importantes desafíos logísticos y de infraestructura en Ucrania. Si bien MHP continuó con sus ventas comerciales en Ucrania desde que comenzó la guerra, las ventas de exportación cesaron como resultado del cierre de los puertos y la entrega de exportaciones por camión siguió siendo prácticamente imposible.
Durante marzo y abril, el equipo de MHP trabajó en el desarrollo de rutas logísticas alternativas para las exportaciones, lo que permitió la entrega de volúmenes mínimos fuera de Ucrania. Debido a las restricciones en las ventas tanto a nivel interno como externo, MHP se vio obligado a reducir la utilización de su capacidad avícola al 80-85%.
Debido al bombardeo de las fuerzas de ocupación el 12 de marzo, en el pueblo de Kvitneve (región de Kiev), se produjo un incendio en un almacén (alquilado por la empresa, dos edificios) donde se almacenaban productos cárnicos de pollo congelados de MHP. Como resultado del incendio se perdieron más de 3.000 toneladas de productos avícolas. La instalación era uno de los mayores almacenes para el almacenamiento de productos congelados en Ucrania y era utilizada predominantemente por grandes cadenas minoristas locales. En abril, cuando se intensificaron las hostilidades en la región de Donetsk, el MHP decidió suspender temporalmente las operaciones de “Tocino ucraniano” (operaciones de procesamiento de carne, capacidad anual de aproximadamente 34.000 toneladas, distrito de Kramatorsk, región de Donetsk). A la fecha de publicación del informe, la instalación no ha sufrido daños y está bajo el control de MHP. En la actualidad, MHP tiene una responsabilidad clave en la seguridad alimentaria de Ucrania y ha continuado sus operaciones a pesar de importantes dificultades e interrupciones. La empresa sigue proporcionando ayuda humanitaria, principalmente a través del suministro de alimentos, a la población de Ucrania desde el inicio de la guerra, esforzándose por superar los desafíos logísticos en todas las regiones del país. Desde el comienzo del conflicto, ha entregado aproximadamente 11.000 toneladas de productos avícolas de forma gratuita, además de otros alimentos, equipos, automóviles, diésel y diversos materiales como parte de su compromiso humanitario.
Apoyo de las Instituciones Financieras Internacionales al MHP
MHP es cliente de grandes instituciones financieras internacionales, a saber, BERD, BEI e IFC. Estas instituciones internacionales emplean fondos públicos de sus países miembros para impulsar la economía de naciones en desarrollo, como Ucrania, mediante la concesión de préstamos a empresas sostenibles. Estas organizaciones operan bajo políticas que exigen que sus beneficiarios cumplan con normas sociales, ambientales, de transparencia y otras regulaciones. En 2019, el BERD anunció que cesaría su financiamiento a MHP después de que la empresa aprovechara una laguna en el acuerdo de asociación entre la UE y Ucrania para exportar filetes de pollo más allá de las cuotas establecidas. En 2018, las comunidades afectadas por la granja avícola Vinnytsia de MHP presentaron una queja ante la CFI  y el BERD. La denuncia ha dado lugar a un proceso de mediación en curso entre las partes en conflicto, que es en su mayor parte confidencial.